# Bojana Golenac
Bojana Golenac (* 4. Mai 1970 in Hennef) ist eine deutsche Schauspielerin slowenischer Herkunft.

## Leben
Golenac absolvierte ihre professionelle Schauspielausbildung an der Hamburger Schauspielschule Margot Höpfner, die sie 1990 erfolgreich abschloss. Im Jahr 1989 hatte sie ihr erstes Engagement am Altonaer Theater in Hamburg, es folgten weitere Theaterengagements in Bonn und München.
Seit Mitte der 1990er-Jahre ist Golenac häufig in deutschsprachigen Serienproduktionen zu sehen. 2004 wurde sie für die Titelrolle der ZDF-Serie Sabine! engagiert. In zwei Staffeln mit insgesamt 20 je 50-minütigen Folgen spielte sie eine junge Oberstufenleiterin aus Deidesheim in der Pfalz, die an ein Berliner Gymnasium wechselt und sich ein Minischwein namens Lili als Haustier hält. Von Juni 2016 bis August 2018 spielte sie als Melanie „Melli“ Konopka in der ARD-Telenovela Sturm der Liebe eine der Hauptrollen.
Golenac wohnt in München. Neben ihrer Muttersprache Deutsch spricht sie auch Englisch, Französisch, Slowenisch und Kroatisch.

## Filmografie
- 1993: Fahrschule Kampmann
- 1994: Ohne Schein läuft nichts
- 1995: Westerdeich
- 1995: Stadtklinik (Fernsehserie, 1 Folge)
- 1995: Ein Bayer auf Rügen (Fernsehserie, 4 Folgen)
- 1996: Der Bulle von Tölz: Tod am Altar (Fernsehreihe)
- 1996: OP ruft Dr. Bruckner (Fernsehserie, 1 Folge)
- 1997: Operation Phoenix – Jäger zwischen den Welten
- 1997: Parkhotel Stern (Fernsehserie, 1 Folge)
- 1997: Unter die Haut
- 1998: Der Fahnder (Fernsehserie, 2 Folgen)
- 1998: Aus heiterem Himmel (Fernsehserie, 1 Folge)
- 1998–2006: Ein Fall für zwei (Fernsehserie, 2 Folgen, verschiedene Rollen)
- 1999: Florian – Liebe aus ganzem Herzen
- 1999: Alarm für Cobra 11 – Die Autobahnpolizei (Fernsehserie, 1 Folge)
- 1999: SK-Babies (Fernsehserie, 1 Folge)
- 1999: Kommissar Rex (Fernsehserie, 1 Folge)
- 1999: Zwei Mädels auf Mallorca: Die heißeste Nacht des Jahres
- 1999: Die Rettungsflieger (Fernsehserie, 3 Folgen)
- 2000: Schlaf mit meinem Mann
- 2000: Maximum Speed
- 2000: Die Kommissarin (Fernsehserie, 1 Folge)
- 2001: Die Salsaprinzessin
- 2001: Dr. Sommerfeld – Neues vom Bülowbogen (Fernsehserie, 1 Folge)
- 2002: Der Pfundskerl (Fernsehserie, 1 Folge)
- 2002–2019: Die Rosenheim-Cops (Fernsehserie, 3 Folgen, verschiedene Rollen)
- 2002: Edel & Starck (Fernsehserie, 1 Folge)
- 2003: Medicopter 117 – Jedes Leben zählt (Fernsehserie, 1 Folge)
- 2003: Der Bulle von Tölz: Strahlende Schönheit
- 2003: Großstadtrevier (Fernsehserie, 1 Folge)
- 2003: Mit einem Rutsch ins Glück
- 2003: Alphateam – Die Lebensretter im OP (Fernsehserie, 1 Folge)
- 2004–2005: Sabine! (Fernsehserie)
- 2004–2020: SOKO München (Fernsehserie, 8 Folgen, verschiedene Rollen)
- 2004: Die Heilerin
- 2006: SOKO Kitzbühel (Fernsehserie, 1 Folge)
- 2008–2011: Der Landarzt (Fernsehserie, 6 Folgen)
- 2009: SOKO Wien (Fernsehserie, 1 Folge)
- 2009: Ihr Auftrag, Pater Castell (Fernsehserie, 1 Folge)
- 2010–2015: Der Alte (Fernsehserie, 2 Folgen, verschiedene Rollen)
- 2010: SOKO Stuttgart (Fernsehserie, 1 Folge)
- 2011: Herzflimmern – Liebe zum Leben (Fernsehserie, 131 Folgen)
- 2012: Forsthaus Falkenau (Fernsehserie, 1 Folge)
- 2012: Die Garmisch-Cops (Fernsehserie, 1 Folge)
- 2013: Weißblaue Geschichten (Fernsehserie, 1 Folge)
- 2013: Tatort – Unvergessen
- 2013–2019: Hubert und Staller (Fernsehserie, 2 Folgen, verschiedene Rollen)
- 2014: Die Chefin (Fernsehserie, 1 Folge)
- 2016–2018: Sturm der Liebe (Fernsehserie)
- 2022: Taktik
- 2022: Aktenzeichen XY … ungelöst (Fernsehserie, 1 Folge)